# سارق الهوية
سارق الهوية (بالإنجليزية: Identity Thief)‏ هو فيلم كوميدي أُصدر في الولايات المتحدة سنة 2013.

## طاقم التمثيل
- جيسن بيتمان
- ميليسا مكارثي

## قصة الفيلم
رجل الأعمال ساندي باترسون تتم سرقه هويته من قبل شخص غير معروف، ويتضح له بعدما سافر إلى الولاية التي تقطن فيها والتي هي فلوريدا أنها امرأة بدينة طيبة وغير مؤدية حيث يعيش معها مواقف طريفة ومضحكة، لكن وفي المقابل عاشا بعض الأحداث الصعبة خصوصا مطاردة العصابة لهما، وكذلك الشرطة بسبب قيام المرأة السمينة بسرقة وتزوير بطاقات بنكية أخرى غير تلك الخاصة ب باترسون

## الميزانية والإيرادات
بلغت تكلفة إنتاج الفيلم حوالي 35 مليون دولار بينما حقق أرباحاً تقدر بـ 173,923,765 دولار.

## روابط خارجية
- سارق الهوية على موقع IMDb (الإنجليزية)
- سارق الهوية على موقع ميتاكريتيك (الإنجليزية)
- سارق الهوية على موقع روتن توميتوز (الإنجليزية)
- سارق الهوية على موقع نتفليكس (الإنجليزية)
- سارق الهوية على موقع قاعدة بيانات الأفلام العربية
- سارق الهوية على موقع ألو سيني (الفرنسية)
- سارق الهوية على موقع أول موفي (الإنجليزية)
- سارق الهوية على موقع بوكس أوفيس موجو (الإنجليزية)
- سارق الهوية على موقع فيلمافينيتي (الإسبانية)
- سارق الهوية على موقع قاعدة بيانات الأفلام السويدية (السويدية)